# Franz Hünten

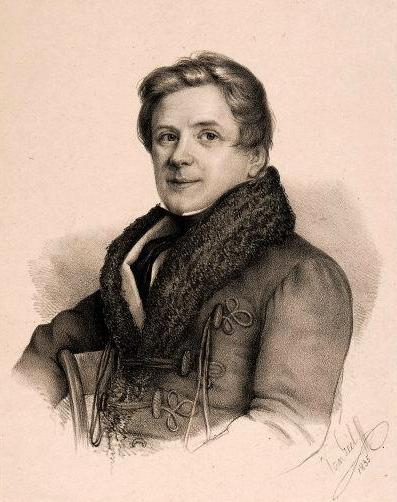
Franz Hünten, 19. Jahrhundert

Franz Hünten, auch François Hünten (* 26. Dezember 1792 in Koblenz; † 22. Februar 1878 ebenda) war ein deutscher Komponist, Pianist und Gitarrist.
Hünten erhielt ersten Musikunterricht im Elternhaus von seinem Vater Daniel Hünten und trat, ausgebildet als Klavier- und Gitarrespieler bereits als 16-Jähriger auf. Ab 1819 studierte er am Conservatoire in Paris Komposition bei Anton Reicha und Klavier bei Louis-Barthélémy Pradher. Nach drei Jahren verließ er laut Buek das Konservatorium, lebte in dürftigen Verhältnissen, verdiente sich seinen Unterricht durch stundenweisen privaten Musikunterricht und begann zu komponieren. Ersten auch finanziellen Erfolg hatte er mit seiner vierhändigen Klavierkomposition Fantasie Militaire und einigen anderen Stücken. Am 26. Januar 1826 heiratete er in Ehrenbreitstein Eva Maria Zeiller, mit der er mehrere Kinder hatte. 1835 kehrte er nach Koblenz zurück, lebte von 1840 bis 1848 noch einmal in Paris, wo sein Sohn Emil Hünten geboren wurde, und kehrte danach permanent nach Koblenz zurück. Seine Kompositionen erzielten hohe Auflagen und förderten seinen Wohlstand und sein Ansehen, es sind zumeist zeittypische Opernmelodien für die bürgerliche Salonmusik des 19. Jahrhunderts, darunter Gitarre-Kompositionen (Trio, op. 20 für Geige, Viola und Gitarre, Variationen conzertanti).
Seine bekannteste Schülerin war Prinzessin Luise von Preußen. Auch Charles Gounod erhielt als Knabe kurzzeitig Klavierunterricht von Hünten.